# Senuc
Senuc és un municipi francès situat al departament de les Ardenes i a la regió del Gran Est. L'any 2007 tenia 155 habitants.

## Demografia

### Població
El 2007 la població de fet de Senuc era de 155 persones. Hi havia 71 famílies de les quals 21 eren unipersonals (17 homes vivint sols i 4 dones vivint soles), 29 parelles sense fills, 17 parelles amb fills i 4 famílies monoparentals amb fills.
La població ha evolucionat segons el següent gràfic:
Habitants censats

### Habitatges
El 2007 hi havia 109 habitatges, 73 eren l'habitatge principal de la família, 16 eren segones residències i 19 estaven desocupats. Tots els 107 habitatges eren cases. Dels 73 habitatges principals, 51 estaven ocupats pels seus propietaris, 19 estaven llogats i ocupats pels llogaters i 4 estaven cedits a títol gratuït; 2 tenien dues cambres, 8 en tenien tres, 15 en tenien quatre i 48 en tenien cinc o més. 55 habitatges disposaven pel capbaix d'una plaça de pàrquing. A 37 habitatges hi havia un automòbil i a 24 n'hi havia dos o més.

### Piràmide de població
La piràmide de població per edats i sexe el 2009 era:
| Homes | Edats   | Dones |
| ----- | ------- | ----- |
| 0     | 95 o +  | 0     |
| 0     | 90 a 94 | 0     |
| 0     | 85 a 89 | 0     |
| 4     | 80 a 84 | 0     |
| 8     | 75 a 79 | 8     |
| 8     | 70 a 74 | 4     |
| 8     | 65 a 69 | 12    |
| 16    | 60 a 64 | 8     |
| 0     | 55 a 59 | 4     |
| 8     | 50 a 54 | 8     |
| 4     | 45 a 49 | 0     |
| 0     | 40 a 44 | 4     |
| 12    | 35 a 39 | 0     |
| 0     | 30 a 34 | 0     |
| 0     | 25 a 29 | 0     |
| 4     | 20 a 24 | 0     |
| 4     | 15 a 19 | 0     |
| 0     | 10 a 14 | 4     |
| 4     | 5 a 9   | 0     |
| 0     | 0 a 4   | 0     |

## Economia
El 2007 la població en edat de treballar era de 76 persones, 49 eren actives i 27 eren inactives. De les 49 persones actives 38 estaven ocupades (25 homes i 13 dones) i 10 estaven aturades (7 homes i 3 dones). De les 27 persones inactives 8 estaven jubilades, 5 estaven estudiant i 14 estaven classificades com a «altres inactius».

### Ingressos
El 2009 a Senuc hi havia 72 unitats fiscals que integraven 145 persones, la mediana anual d'ingressos fiscals per persona era de 13.363 €.

### Activitats econòmiques
Dels 5 establiments que hi havia el 2007, 2 eren d'empreses extractives, 2 d'empreses de construcció i 1 d'una empresa d'hostatgeria i restauració.
Els 2 serveis als particulars que hi havia el 2009 eren paletes.
L'any 2000 a Senuc hi havia 3 explotacions agrícoles.

## Poblacions més properes
El següent diagrama mostra les poblacions més properes.